# Protus och Hyacinthus
Protus och Hyacinthus var romerska martyrer. Enligt legenden var de bröder och tjänare hos Eugenia, dotter till guvernören av Egypten.